# 醍醐站
醍醐站是一个侯西线上的铁路车站，位于陕西省澄城县醍醐乡，建于1971年，目前为四等站，邮政编码为715205。目前客运：办理旅客乘降；行李、包裹托运；货运：办理整车货物发到；危险货物仅办理农药、化肥发到。